# Дабл-Ю Конекшн
«Дабл-Ю Конекшн» (англ. W Connection Football Club) — тринідадський футбольний клуб з міста Сан-Фернандо, який виступає в Про Лізі ТТ. Домашні матчі проводить на стадіоні «Менні Рамджон» в Марабеллі. 

## Історія
У 1986 році брати Девід Джон та Патрік Джон Вілльмси заснували в місті Сан-Фернандо «Спортивний клуб „Дабл-Ю Конекшн“». У 1999 році після створення Про ліги Тринідаду і Тобаго команду реорганізували та офіційно зареєстрували. За підсумками першого розіграшу турніру «Дабл-Ю Конекшн» завоював бронзові нагороди чемпіонату, а також виграв кубок країни. Наступні два сезони виявилися для клубу успішнішими, оскільки він двічі поспіль виграв Про лігу.
Savonetta Boys також успішно виступали й у кубкових змаганнях. Протягом 9 років існування Кубку перших городян «Дабл-Ю» 6-разів тріумфував у турнірі. 26 вересня 2008 року команда вийшла до фіналу турніру, де зустрілася з «Джо-Паблік». Основний час матчу завершився з нічийним рахунком (2:2), а в серії післяматчевих пенальті сильнішими виявилися «Дабл-Ю Конекшн» (6:5). Таким чином, клуб вп'яте поспіль виграв кубок перших городян.

## Досягнення

### Чемпіонат
- Про Ліга ТТ
  -  Чемпіон (5): 2000, 2001, 2005, 2011/12, 2013/14
  -  Чемпіон (1): 2007 (Великої 6-и)

### Кубки та трофеї
- Кубок ТТ
  -  Володар (4): 1999, 2000, 2002, 2013/14
  -  Фіналіст (3): 2003, 2008, 2009

- Кубок Перших Городян
  -  Володар (6): 2001, 2004, 2005, 2006, 2007, 2008
  -  Фіналіст (2): 2002, 2003

- Благодійний Щит Діджисел
  -  Володар (3): 2012, 2013, 2014

- TOYOTA Classic
  -  Володар (3): 2005, 2011, 2013

- Digicel Pro Bowl
  -  Володар (6): 2001, 2002, 2004, 2007, 2013, 2014
  -  Фіналіст (3): 2005, 2006, 2011

- Lucozade Sport Goal Shield
  -  Володар (2): 2009, 2013
  -  Фіналіст (1): 2014

### Міжнародні турніри
- Клубний кубок Карибського басейну
  -  Володар (3): 2002, 2006, 2009
  -  Фіналіст (5): 2000, 2001, 2003, 2012, 2015

## Статистика виступів

### Національні турніри
| Сезон   | Сезон Ліги     | Сезон Ліги       | Трофей ФА    | Кубок перших городян | Digicel Pro Bowl | TOYOTA Classic   | Lucozade Sport Goal Shield | Клубний кубок Карибського басейна | Ліга чемпіонів КОНКАКАФ |
| Сезон   | Результат ліги | Велика шістка    | Трофей ФА    | Кубок перших городян | Digicel Pro Bowl | TOYOTA Classic   | Lucozade Sport Goal Shield | Клубний кубок Карибського басейна | Ліга чемпіонів КОНКАКАФ |
| ------- | -------------- | ---------------- | ------------ | -------------------- | ---------------- | ---------------- | -------------------------- | --------------------------------- | ----------------------- |
| 1999    | 3-є            | Стартував у 2004 | Чемпіони     | Стартував у 2000     | Стартував у 2001 | Стартував у 2005 | Стартував у 2009           | Не відбувся                       | Не кваліфікувався       |
| 2000    | Чемпіони       | Стартував у 2004 | Чемпіони     | 1/2 фіналу           | Стартував у 2001 | Стартував у 2005 | Стартував у 2009           | Фінал†                            | Не кваліфікувався       |
| 2001    | Чемпіони       | Стартував у 2004 | 1/16 фіналу  | Чемпіони             | Чемпіони         | Стартував у 2005 | Стартував у 2009           | Фінал‡                            | Не стартував            |
| 2002    | 2-е            | Стартував у 2004 | Чемпіони     | Фінал                | Чемпіони         | Стартував у 2005 | Стартував у 2009           | Чемпіони*                         | Перший раунд            |
| 2003–04 | 2-е            | Стартував у 2004 | Фінал        | Фінал                | Невідомо         | Стартував у 2005 | Стартував у 2009           | Фінал                             | Перший раунд            |
| 2004    | 2-е            | 2-е              | Залиши       | Чемпіони             | Чемпіони         | Стартував у 2005 | Стартував у 2009           | Не кваліфікувався                 | Не кваліфікувався       |
| 2005    | Чемпіони       | 3-є              | 1/4 фіналу   | Чемпіони             | Фінал            | Чемпіони         | Стартував у 2009           | Не кваліфікувався                 | Не кваліфікувався       |
| 2006    | 2-е            | 2-е              | 1/4 фіналу   | Чемпіони             | Фінал            | 1/4 фіналу       | Стартував у 2009           | Чемпіони                          | Не кваліфікувався       |
| 2007    | 4-е            | Чемпіони         | 1/4 фіналу   | Чемпіони             | Чемпіони         | 1/4фіналу        | Стартував у 2009           | Не кваліфікувався                 | 1/4 фіналу              |
| 2008    | 2-е            | 2-е              | Фінал        | Чемпіони             | 1/2 фіналу       | 1/4 фіналу       | Стартував у 2009           | Не відбувся                       | Не кваліфікувався       |
| 2009    | 4-е            | 3-є              | Фінал        | 1/4 фіналу           | 1/4 фіналу       | 1/4 фіналу       | Чемпіони                   | Чемпіони                          | Не кваліфікувався       |
| 2010–11 | 4-е            | Призупинено      | Перший раунд | 1/2 фіналу           | Не відбувся      | Груповий раунд   | Не відбувся                | Не кваліфікувався                 | Не кваліфікувався       |
| 2011–12 | 1-е            | Призупинено      | 1/2 фіналу   | 1/2 фіналу           | Фінал            | Чемпіони         | Не відбувся                | Фінал                             | Не кваліфікувався       |
| 2012–13 | 3-є            | Призупинено      | Перший раунд | 1/2 фіналу           | Чемпіони         | 1/2 фіналу       | Чемпіони                   | 2-е**                             | Груповий етап           |
| 2013–14 | Чемпіони       | Призупинено      | Чемпіони     | 1/2 фіналу           | Чемпіони         | Чемпіони         | Фінал                      | Не кваліфікувався                 | Груповий етап           |

†«Дабл-Ю Конекшн» фінішував другим у чемпіонській групі Клубного чемпіонату КФС 2000.

‡«Діфенс Форс», переможець групи Б, визнаний переможцем Клубного чемпіонату КФС 2001 року за додатковими показниками над «Дабл-Ю Конекшн».

*«Дабл-Ю Конекшн», переможець групи Б, визнаний переможцем Клубного чемпіонату КСУ 2002 року за додатковими показниками над «Арнетт Гарденс».

**«Дабл-Ю Конекшн», переможець групи A, став фіналістом, оскільки набрав меншу кількість очок, ніж «Валенсія».

### Міжнародні турніри
- Клубний чемпіон КФС 2000

Груповий етап v.  «Тіволі Гарденс» – 1:1
Груповий етап v.  «Кафе Сіссеру Страйкерс» – 11:0
Груповий етап v.  «Емпайр» – 3:3
Чемпіонська група v.  «Гарбор В'ю» – 3:1
Чемпіонська група v.  «Каріока» – 1:1
Чемпіонська група v.  «Джо Паблік» – 0:1
- Клубний чемпіон КФС 2001

Перший раунд v.  «Конкерорс» – 2:1, 8:0 («Дабл-Ю Конекшн» переміг з загальним рахунком 10:1)
Груповий етап v.  «Йонг Коломбія» – 3:1
Груповий етап v.  «Расінг» – 4:0
- Клубний чемпіон КОНКАКАФ 2002

Перший раунд v.  «Канзас-Сіті Візардс» – 0:1, 0:2 («Канзас-Сіті Візардс» переміг з загальним рахунком 3:0)
- Клубний чемпіон КФС 2002

Груповий етап v.  «Гарбор В'ю» – 2:1
Груповий етап v.  «УС Робер» – 2:0
- Кубок чемпіонів КОКАКАФ

Перший раунд v.  «Толука» – 3:3, 2:3 («Толука» перемогла з загальним рахунком 6:5)
- Клубний чемпіон КФС 2003

Перший раунд v.  «Насіональ» – 3:0, 0:2 («Дабл-Ю Конекшн» переміг з загальним рахунком 3:2)
1/2 фіналу v.  «Портмор Юнайтед» – 0:0, 1:0 («Дабл-Ю Конекшн» переміг з загальним рахунком 1:0)
Фінал v.  «Сан-Хуан Джаблоті» – 1:2, 1:2 («Сан-Хуан Джаблоті» переміг з рахунком 4:2 у серії післяматчевих пенальті)
- Клубний чемпіон КФС 2006

Груповий етап v.  «Гопперс» – 5:0
Груповий етап v.  «Пуерто-Рико Айлендерз» – 1:0
1/2 фіналу v.  «Гарбор В'ю» – 3:2
Фінал v.  «Сан-Хуан Джаблоті» – 1:0
- Кубок чемпіонів КОКАКАФ 2007

1/4 фіналу v.  «Гвадалахара» – 2:1, 0:3 («Гвадалахара» переміг з загальним рахунком 4:2)
- Клубний чемпіон КФС 2009

Перший раунд v.  «Баз Естейт» – 5:0, 12:1 («Дабл-Ю Конекшн» переміг з загальним рахунком 17:1)
Другий раунд v.  «Кавалі» – 3:1, 1:0 («Дабл-Ю Конекшн» переміг з загальним рахунком 4:1)
1/2 фіналу v.  «Сан-Хуан Джаблоті» – 2:1
Фінал v.  «Пуерто-Рико Айлендерз» – 2:1
- Ліга чемпіонів КОКАКАФ 2009/10

Попередній раунд v.  «Нью-Йорк Ред Буллз» – 2:2, 2:1 («Дабл-Ю Конекшн» переміг з загальним рахунком 4:3)
Груповий етап v.  «Комунікасьйонес» – 1:2, 3:0
Груповий етап v.  «УНАМ Пумас» – 2:2, 1:2
Груповий етап v.  «Реал Еспанья» – 0:1, 3:2
- Ліга чемпіонів КОКАКАФ 2012/13

Груповий етап v.  «Шелаху» – 2:2, 2:3
Груповий етап v.  «Гвадалахара» – 0:4, 1:1
- Ліга чемпіонів КОКАКАФ 2013/14

Груповий етап v.  «Арабе Унідо» – 1:3, 0:2
Груповий етап v.  «Х'юстон Динамо» – 0:0, 0:2
- Ліга чемпіонів КОКАКАФ 2015/16

Груповий етап v.  Сантос Лагуна – 0:4, 0:1
Груповий етап v.  «Сапрісса» – 0:4, 2:1

## Юнацька команда
Юнацька команда «Дабл-Ю Конекшн» виступає в Юнацькій лізі ОАЗИС.